# De macabere macralles
De macabere macralles is het tweehonderdnegentiende stripverhaal uit de reeks van Suske en Wiske. Het is gemaakt door Paul Geerts.
Dit verhaal is niet uitgebracht in de Vierkleurenreeks. Het verscheen oorspronkelijk in een speciaal album voor Pro-Post, Postzegels verzamelen met Suske en Wiske (1993), en drie jaar later opnieuw in het Familiestripboek.

## Locaties
- de Ardennen, met Vielsalm en de bossen van "Bonalfat"

## Personages
- Suske, Wiske, tante Sidonia, Lambik, Jerom, professor Barabas, Fons de facteur (postbode), Gustine Maca (heks), de duivel

## Uitvindingen
- snelgroeier, teletransfor

## Verhaal
Bij professor Barabas gooit Wiske een envelop met een postzegel uit de reeks Culturele nr 11 van 1992 onder de snelgroeier met daarop een ontwerp van kunstenaar René Hausman. Het is een rasterdiepdruk waarvan de verkoop op 28 juni 1992 is ingegaan. Even later blijkt de envelop met postzegel enorm te zijn vergroot, waarop Wiske besluit om de teletransfor te gebruiken. 
Gustine Maca verschijnt in de cabine van de teletransfor met een pot tcha-tcha. Ze zegt dat dit nectar van geplette bosbessen is. Maar het blijkt een valstrik te zijn: ieder die van het goedje eet zal in een soort heks veranderen, een macrâlle. Fons en Wiske eten per ongeluk van het goedje, en vliegen dan als heksen op bezems richting Vielsalm met Gustine. Ze zorgen voor storm en hagel en voor een rupsenplaag. Bij boeren wordt de melk zuur gemaakt.
Professor Barabas vertelt tante Sidonia en Lambik wat er is gebeurd en ook Jerom gaat mee naar Vielsalm om Wiske te zoeken. Gustine is met haar onderdanen in een hol onder een boom gegaan en daar komt hun meester, de duivel met een geitenkop. De duivel wil nog meer macrâlles en zijn onderdanen gaan op pad met nog meer tcha-tcha. De vrienden zijn in de Ardennen aangekomen en zien daar enorme molshopen en een vernielde oogst. Als Lambik aan een bewoonster vraagt of ze Gustine Maca kent schrikt ze enorm. Haar grootouders vertelden al over deze heks en nu gebeuren de rampen opnieuw. Dan zorgt Gustine samen met Fons en Wiske voor een hagelbui. De heksen worden even uitgeschakeld door hun eigen hagelstenen. Door Lambiks onnozelheid weten ze echter weer te ontsnappen. Ze vliegen naar de bossen van Bonalfat.
Tante Sidonia vindt het hol van de duivel. Gustine en de betoverde Fons en Wiske gaan opnieuw de confrontatie aan met de anderen. Dan komt Lambik met een pot tcha-tcha en hij laat Fons en Wiske van de brij eten. Gustines onderdanen zijn plotseling weer normaal. Lambik blijkt een pot bosbessenjam van Melanie meegenomen te hebben, en dit heeft hij verwisseld met de tcha-tcha. De duivel en de heks zijn nu verslagen en worden in een pot gestopt. 
Het avontuur is hierna voorbij en de vrienden gaan weer naar huis.

## Achtergronden bij het verhaal
- In de legende over Gustine Maca en haar macralles waar dit verhaal op is gebaseerd, draait het om bosbessenjenever.
- Macralles is het woord voor "heks" in het Waals.
- Tcha-tcha zijn geplette bosbessen.